# Volta ao País Basco de 2019
A 59.ª edição da Volta ao País Basco (oficialmente: Itzulia Basque Country) foi uma corrida de ciclismo de estrada por etapas que se celebrou entre 8 e 13 de abril de 2019 com início na cidade de Zumarraga e final na cidade de Eibar na Espanha. O percurso consta de um total de 6 etapas sobre uma distância total de 784,2 km.
A corrida fez parte do circuito UCI WorldTour de 2019 dentro da categoria 2.uwT. O vencedor final foi o espanhol Ion Izagirre do Astana seguido do irlandês Daniel Martin do UAE Emirates e o alemão Emanuel Buchmann do Bora-Hansgrohe.

## Equipas participantes
Tomaram a partida um total de 23 equipas, dos quais participam por direito próprio os 18 equipas de categoria UCI WorldTeam e 5 equipas de Profissional Continental convidados pela organização da corrida, quem conformaram um pelotão de 161 ciclistas dos quais terminaram 96. As equipas participantes foram:
| Equipes WorldTeam (18)- AG2R La Mondiale - Astana - Bahrain-Merida - Bora-hansgrohe - CCC Team - Deceuninck-Quick Step - Dimension Data - EF Education First - Groupama-FDJ - Team Jumbo-Visma - Lotto Soudal - Mitchelton-Scott - Movistar Team - Katusha-Alpecin - Sky - Team Sunweb - Trek-Segafredo - UAE Team Emirates Equipes profissionais Continentais (5)- Burgos-BH - Caja Rural-Seguros RGA - Cofidis, Solutions Crédits - Euskadi Basque Country-Murias - Manzana Postobón |
| |

## Etapas
A Volta ao País Basco dispôs de seis etapas para um percurso total de 784,2 quilómetros, onde se contempla uma Contrarrelógio individual, três etapas em media montanha, e duas etapas de alta montanha nos seguintes dias. A rota inclui a ascensão a 22 portos de montanha: cinco de 1.ª categoria, duas de 2.ª categoria e quinze de 3.ª categoria.
| Etapa | Data    | Percurso                                              | type                      | Distância (km) | Vencedor              | Líder geral           |
| ----- | ------- | ----------------------------------------------------- | ------------------------- | -------------- | --------------------- | --------------------- |
| 1     | 8 abr.  | Zumarraga – Zumarraga                                 | contrarrelógio individual | 11,2           | Maximilian Schachmann | Maximilian Schachmann |
| 2     | 9 abr.  | Zumarraga – Gorraiz                                   | etapa escarpada           | 149,5          | Julian Alaphilippe    | Maximilian Schachmann |
| 3     | 10 abr. | Sarriguren – Sanctuary of Nuestra Señora de Estíbaliz | etapa escarpada           | 191,4          | Maximilian Schachmann | Maximilian Schachmann |
| 4     | 11 abr. | Vitoria-Gasteiz – Arrigorriaga                        | média montanha            | 164,1          | Maximilian Schachmann | Maximilian Schachmann |
| 5     | 12 abr. | Arrigorriaga – Arrate                                 | alta montanha             | 149,8          | Emanuel Buchmann      | Emanuel Buchmann      |
| 6     | 13 abr. | Eibar – Eibar                                         | alta montanha             | 118,2          | Adam Yates            | Ion Izagirre          |

## Desenvolvimento da corrida

### 1.ª etapa
| Zumarraga - Zumarraga | contrarrelógio individual | (11,2 km) |

| \| Classificação por etapas \| Classificação por etapas \| Classificação por etapas \| Classificação por etapas \| Classificação por etapas \| \| Ciclista \| Ciclista \| Equipe \| Tempo \| \| \| ------------------------ \| ------------------------ \| ------------------------ \| ------------------------ \| ------------------------ \| \| 1. \| Maximilian Schachmann \| Bora-Hansgrohe \| 17m10s \| \| \| 2. \| Daniel Felipe Martínez \| EF Education First \| + 9s \| \| \| 3. \| Michał Kwiatkowski \| Team Sky \| + 10s \| \| \| 4. \| Julian Alaphilippe \| Deceuninck-Quick Step \| + 12s \| \| \| 5. \| Adam Yates \| Mitchelton-Scott \| + 16s \| \| \| 6. \| Patrick Konrad \| Bora-Hansgrohe \| + 19s \| \| \| 7. \| Ion Izagirre \| Astana \| + 22s \| \| \| 8. \| Enric Mas \| Deceuninck-Quick Step \| + 24s \| \| \| 9. \| Geraint Thomas \| Team Sky \| + 30s \| \| \| 10. \| Hugh Carthy \| EF Education First \| + 31s \| \| |                        |                       |        |
| |                        |                       |        |
| Fonte: ProCyclingStats |                        |                       |        |
| Classificação por etapas |                        |                       |        |
| Ciclista | Ciclista               | Equipe                | Tempo  |
| 1. | Maximilian Schachmann  | Bora-Hansgrohe        | 17m10s |
| 2. | Daniel Felipe Martínez | EF Education First    | + 9s   |
| 3. | Michał Kwiatkowski     | Team Sky              | + 10s  |
| 4. | Julian Alaphilippe     | Deceuninck-Quick Step | + 12s  |
| 5. | Adam Yates             | Mitchelton-Scott      | + 16s  |
| 6. | Patrick Konrad         | Bora-Hansgrohe        | + 19s  |
| 7. | Ion Izagirre           | Astana                | + 22s  |
| 8. | Enric Mas              | Deceuninck-Quick Step | + 24s  |
| 9. | Geraint Thomas         | Team Sky              | + 30s  |
| 10. | Hugh Carthy            | EF Education First    | + 31s  |

| \| Classificação geral \| Classificação geral \| Classificação geral \| Classificação geral \| Classificação geral \| \| Ciclista \| Ciclista \| Equipe \| Tempo \| \| \| ------------------- \| ---------------------- \| --------------------- \| ------------------- \| ------------------- \| \| 1. \| Maximilian Schachmann \| Bora-Hansgrohe \| 17m10s \| \| \| 2. \| Daniel Felipe Martínez \| EF Education First \| + 9s \| \| \| 3. \| Michał Kwiatkowski \| Team Sky \| + 10s \| \| \| 4. \| Julian Alaphilippe \| Deceuninck-Quick Step \| + 12s \| \| \| 5. \| Adam Yates \| Mitchelton-Scott \| + 16s \| \| \| 6. \| Patrick Konrad \| Bora-Hansgrohe \| + 19s \| \| \| 7. \| Ion Izagirre \| Astana \| + 22s \| \| \| 8. \| Enric Mas \| Deceuninck-Quick Step \| + 24s \| \| \| 9. \| Geraint Thomas \| Team Sky \| + 30s \| \| \| 10. \| Hugh Carthy \| EF Education First \| + 31s \| \| |                        |                       |        |
| |                        |                       |        |
| Fonte: ProCyclingStats |                        |                       |        |
| Classificação geral |                        |                       |        |
| Ciclista | Ciclista               | Equipe                | Tempo  |
| 1. | Maximilian Schachmann  | Bora-Hansgrohe        | 17m10s |
| 2. | Daniel Felipe Martínez | EF Education First    | + 9s   |
| 3. | Michał Kwiatkowski     | Team Sky              | + 10s  |
| 4. | Julian Alaphilippe     | Deceuninck-Quick Step | + 12s  |
| 5. | Adam Yates             | Mitchelton-Scott      | + 16s  |
| 6. | Patrick Konrad         | Bora-Hansgrohe        | + 19s  |
| 7. | Ion Izagirre           | Astana                | + 22s  |
| 8. | Enric Mas              | Deceuninck-Quick Step | + 24s  |
| 9. | Geraint Thomas         | Team Sky              | + 30s  |
| 10. | Hugh Carthy            | EF Education First    | + 31s  |

### 2.ª etapa
| Zumarraga - Gorraiz | etapa escarpada | (149,5 km) |

| \| Classificação por etapas \| Classificação por etapas \| Classificação por etapas \| Classificação por etapas \| Classificação por etapas \| \| Ciclista \| Ciclista \| Equipe \| Tempo \| \| \| ------------------------ \| ------------------------ \| ------------------------ \| ------------------------ \| ------------------------ \| \| 1. \| Julian Alaphilippe \| Deceuninck-Quick Step \| 3h29m37s \| \| \| 2. \| Bjorg Lambrecht \| Lotto-Soudal \| + 1s \| \| \| 3. \| Michał Kwiatkowski \| Team Sky \| + 1s \| \| \| 4. \| Omar Fraile \| Astana \| + 1s \| \| \| 5. \| Valentin Madouas \| Groupama-FDJ \| + 1s \| \| \| 6. \| Maximilian Schachmann \| Bora-Hansgrohe \| + 1s \| \| \| 7. \| Patrick Konrad \| Bora-Hansgrohe \| + 1s \| \| \| 8. \| Ion Izagirre \| Astana \| + 1s \| \| \| 9. \| Tadej Pogačar \| UAE Team Emirates \| + 1s \| \| \| 10. \| Pieter Serry \| Deceuninck-Quick Step \| + 1s \| \| |                       |                       |          |
| |                       |                       |          |
| Fonte: ProCyclingStats |                       |                       |          |
| Classificação por etapas |                       |                       |          |
| Ciclista | Ciclista              | Equipe                | Tempo    |
| 1. | Julian Alaphilippe    | Deceuninck-Quick Step | 3h29m37s |
| 2. | Bjorg Lambrecht       | Lotto-Soudal          | + 1s     |
| 3. | Michał Kwiatkowski    | Team Sky              | + 1s     |
| 4. | Omar Fraile           | Astana                | + 1s     |
| 5. | Valentin Madouas      | Groupama-FDJ          | + 1s     |
| 6. | Maximilian Schachmann | Bora-Hansgrohe        | + 1s     |
| 7. | Patrick Konrad        | Bora-Hansgrohe        | + 1s     |
| 8. | Ion Izagirre          | Astana                | + 1s     |
| 9. | Tadej Pogačar         | UAE Team Emirates     | + 1s     |
| 10. | Pieter Serry          | Deceuninck-Quick Step | + 1s     |

| \| Classificação geral \| Classificação geral \| Classificação geral \| Classificação geral \| Classificação geral \| \| Ciclista \| Ciclista \| Equipe \| Tempo \| \| \| ------------------- \| ---------------------- \| --------------------- \| ------------------- \| ------------------- \| \| 1. \| Maximilian Schachmann \| Bora-Hansgrohe \| 3h46m44s \| \| \| 2. \| Julian Alaphilippe \| Deceuninck-Quick Step \| + 5s \| \| \| 3. \| Michał Kwiatkowski \| Team Sky \| + 10s \| \| \| 4. \| Daniel Felipe Martínez \| EF Education First \| + 13s \| \| \| 5. \| Ion Izagirre \| Astana \| + 23s \| \| \| 6. \| Patrick Konrad \| Bora-Hansgrohe \| + 23s \| \| \| 7. \| Enric Mas \| Deceuninck-Quick Step \| + 28s \| \| \| 8. \| Dylan Teuns \| Bahrain-Merida \| + 36s \| \| \| 9. \| Daniel Martin \| UAE Team Emirates \| + 39s \| \| \| 10. \| Emanuel Buchmann \| Bora-Hansgrohe \| + 41s \| \| |                        |                       |          |
| |                        |                       |          |
| Fonte: ProCyclingStats |                        |                       |          |
| Classificação geral |                        |                       |          |
| Ciclista | Ciclista               | Equipe                | Tempo    |
| 1. | Maximilian Schachmann  | Bora-Hansgrohe        | 3h46m44s |
| 2. | Julian Alaphilippe     | Deceuninck-Quick Step | + 5s     |
| 3. | Michał Kwiatkowski     | Team Sky              | + 10s    |
| 4. | Daniel Felipe Martínez | EF Education First    | + 13s    |
| 5. | Ion Izagirre           | Astana                | + 23s    |
| 6. | Patrick Konrad         | Bora-Hansgrohe        | + 23s    |
| 7. | Enric Mas              | Deceuninck-Quick Step | + 28s    |
| 8. | Dylan Teuns            | Bahrain-Merida        | + 36s    |
| 9. | Daniel Martin          | UAE Team Emirates     | + 39s    |
| 10. | Emanuel Buchmann       | Bora-Hansgrohe        | + 41s    |

### 3.ª etapa
| Sarriguren - Sanctuary of Nuestra Señora de Estíbaliz | etapa escarpada | (191,4 km) |

| \| Classificação por etapas \| Classificação por etapas \| Classificação por etapas \| Classificação por etapas \| Classificação por etapas \| \| Ciclista \| Ciclista \| Equipe \| Tempo \| \| \| ------------------------ \| ------------------------ \| ------------------------ \| ------------------------ \| ------------------------ \| \| 1. \| Maximilian Schachmann \| Bora-Hansgrohe \| 4h47m57s \| \| \| 2. \| Diego Ulissi \| UAE Team Emirates \| + 0s \| \| \| 3. \| Enrico Battaglin \| Katusha-Alpecin \| + 0s \| \| \| 4. \| Marc Hirschi \| Team Sunweb \| + 0s \| \| \| 5. \| Ion Izagirre \| Astana \| + 0s \| \| \| 6. \| Jon Aberasturi \| Caja Rural-Seguros RGA \| + 0s \| \| \| 7. \| Adam Yates \| Mitchelton-Scott \| + 0s \| \| \| 8. \| Bauke Mollema \| Trek-Segafredo \| + 0s \| \| \| 9. \| Carlos Quintero \| Manzana Postobón \| + 0s \| \| \| 10. \| Grega Bole \| Bahrain-Merida \| + 0s \| \| |                       |                        |          |
| |                       |                        |          |
| Fonte: ProCyclingStats |                       |                        |          |
| Classificação por etapas |                       |                        |          |
| Ciclista | Ciclista              | Equipe                 | Tempo    |
| 1. | Maximilian Schachmann | Bora-Hansgrohe         | 4h47m57s |
| 2. | Diego Ulissi          | UAE Team Emirates      | + 0s     |
| 3. | Enrico Battaglin      | Katusha-Alpecin        | + 0s     |
| 4. | Marc Hirschi          | Team Sunweb            | + 0s     |
| 5. | Ion Izagirre          | Astana                 | + 0s     |
| 6. | Jon Aberasturi        | Caja Rural-Seguros RGA | + 0s     |
| 7. | Adam Yates            | Mitchelton-Scott       | + 0s     |
| 8. | Bauke Mollema         | Trek-Segafredo         | + 0s     |
| 9. | Carlos Quintero       | Manzana Postobón       | + 0s     |
| 10. | Grega Bole            | Bahrain-Merida         | + 0s     |

| \| Classificação geral \| Classificação geral \| Classificação geral \| Classificação geral \| Classificação geral \| \| Ciclista \| Ciclista \| Equipe \| Tempo \| \| \| ------------------- \| ---------------------- \| ------------------- \| ------------------- \| ------------------- \| \| 1. \| Maximilian Schachmann \| Bora-Hansgrohe \| 8h34m31s \| \| \| 2. \| Ion Izagirre \| Astana \| + 33s \| \| \| 3. \| Patrick Konrad \| Bora-Hansgrohe \| + 33s \| \| \| 4. \| Daniel Felipe Martínez \| EF Education First \| + 48s \| \| \| 5. \| Daniel Martin \| UAE Team Emirates \| + 49s \| \| \| 6. \| Emanuel Buchmann \| Bora-Hansgrohe \| + 51s \| \| \| 7. \| Pello Bilbao \| Astana \| + 54s \| \| \| 8. \| Dylan Teuns \| Bahrain-Merida \| + 1m11s \| \| \| 9. \| Mikel Landa \| Movistar Team \| + 1m16s \| \| \| 10. \| Sam Oomen \| Team Sunweb \| + 1m16s \| \| |                        |                    |          |
| |                        |                    |          |
| Fonte: ProCyclingStats |                        |                    |          |
| Classificação geral |                        |                    |          |
| Ciclista | Ciclista               | Equipe             | Tempo    |
| 1. | Maximilian Schachmann  | Bora-Hansgrohe     | 8h34m31s |
| 2. | Ion Izagirre           | Astana             | + 33s    |
| 3. | Patrick Konrad         | Bora-Hansgrohe     | + 33s    |
| 4. | Daniel Felipe Martínez | EF Education First | + 48s    |
| 5. | Daniel Martin          | UAE Team Emirates  | + 49s    |
| 6. | Emanuel Buchmann       | Bora-Hansgrohe     | + 51s    |
| 7. | Pello Bilbao           | Astana             | + 54s    |
| 8. | Dylan Teuns            | Bahrain-Merida     | + 1m11s  |
| 9. | Mikel Landa            | Movistar Team      | + 1m16s  |
| 10. | Sam Oomen              | Team Sunweb        | + 1m16s  |

### 4.ª etapa
| Vitoria-Gasteiz - Arrigorriaga | média montanha | (164,1 km) |

| \| Classificação por etapas \| Classificação por etapas \| Classificação por etapas \| Classificação por etapas \| Classificação por etapas \| \| Ciclista \| Ciclista \| Equipe \| Tempo \| \| \| ------------------------ \| ------------------------ \| ------------------------ \| ------------------------ \| ------------------------ \| \| 1. \| Maximilian Schachmann \| Bora-Hansgrohe \| 4h03m55s \| \| \| 2. \| Tadej Pogačar \| UAE Team Emirates \| + 0s \| \| \| 3. \| Jakob Fuglsang \| Astana \| + 1s \| \| \| 4. \| Adam Yates \| Mitchelton-Scott \| + 1s \| \| \| 5. \| Marc Hirschi \| Team Sunweb \| + 9s \| \| \| 6. \| Emanuel Buchmann \| Bora-Hansgrohe \| + 9s \| \| \| 7. \| Patrick Konrad \| Bora-Hansgrohe \| + 9s \| \| \| 8. \| Ion Izagirre \| Astana \| + 9s \| \| \| 9. \| Valentin Madouas \| Groupama-FDJ \| + 9s \| \| \| 10. \| Bjorg Lambrecht \| Lotto-Soudal \| + 9s \| \| |                       |                   |          |
| |                       |                   |          |
| Fonte: ProCyclingStats |                       |                   |          |
| Classificação por etapas |                       |                   |          |
| Ciclista | Ciclista              | Equipe            | Tempo    |
| 1. | Maximilian Schachmann | Bora-Hansgrohe    | 4h03m55s |
| 2. | Tadej Pogačar         | UAE Team Emirates | + 0s     |
| 3. | Jakob Fuglsang        | Astana            | + 1s     |
| 4. | Adam Yates            | Mitchelton-Scott  | + 1s     |
| 5. | Marc Hirschi          | Team Sunweb       | + 9s     |
| 6. | Emanuel Buchmann      | Bora-Hansgrohe    | + 9s     |
| 7. | Patrick Konrad        | Bora-Hansgrohe    | + 9s     |
| 8. | Ion Izagirre          | Astana            | + 9s     |
| 9. | Valentin Madouas      | Groupama-FDJ      | + 9s     |
| 10. | Bjorg Lambrecht       | Lotto-Soudal      | + 9s     |

| \| Classificação geral \| Classificação geral \| Classificação geral \| Classificação geral \| Classificação geral \| \| Ciclista \| Ciclista \| Equipe \| Tempo \| \| \| ------------------- \| ---------------------- \| ------------------- \| ------------------- \| ------------------- \| \| 1. \| Maximilian Schachmann \| Bora-Hansgrohe \| 12h38m16s \| \| \| 2. \| Patrick Konrad \| Bora-Hansgrohe \| + 51s \| \| \| 3. \| Ion Izagirre \| Astana \| + 52s \| \| \| 4. \| Daniel Felipe Martínez \| EF Education First \| + 1m07s \| \| \| 5. \| Daniel Martin \| UAE Team Emirates \| + 1m08s \| \| \| 6. \| Emanuel Buchmann \| Bora-Hansgrohe \| + 1m10s \| \| \| 7. \| Jakob Fuglsang \| Astana \| + 1m24s \| \| \| 8. \| Dylan Teuns \| Bahrain-Merida \| + 1m30s \| \| \| 9. \| Mikel Landa \| Movistar Team \| + 1m35s \| \| \| 10. \| Mikel Nieve \| Mitchelton-Scott \| + 1m38s \| \| |                        |                    |           |
| |                        |                    |           |
| Fonte: ProCyclingStats |                        |                    |           |
| Classificação geral |                        |                    |           |
| Ciclista | Ciclista               | Equipe             | Tempo     |
| 1. | Maximilian Schachmann  | Bora-Hansgrohe     | 12h38m16s |
| 2. | Patrick Konrad         | Bora-Hansgrohe     | + 51s     |
| 3. | Ion Izagirre           | Astana             | + 52s     |
| 4. | Daniel Felipe Martínez | EF Education First | + 1m07s   |
| 5. | Daniel Martin          | UAE Team Emirates  | + 1m08s   |
| 6. | Emanuel Buchmann       | Bora-Hansgrohe     | + 1m10s   |
| 7. | Jakob Fuglsang         | Astana             | + 1m24s   |
| 8. | Dylan Teuns            | Bahrain-Merida     | + 1m30s   |
| 9. | Mikel Landa            | Movistar Team      | + 1m35s   |
| 10. | Mikel Nieve            | Mitchelton-Scott   | + 1m38s   |

### 5.ª etapa
| Arrigorriaga - Arrate | alta montanha | (149,8 km) |

| \| Classificação por etapas \| Classificação por etapas \| Classificação por etapas \| Classificação por etapas \| Classificação por etapas \| \| Ciclista \| Ciclista \| Equipe \| Tempo \| \| \| ------------------------ \| ------------------------ \| ------------------------ \| ------------------------ \| ------------------------ \| \| 1. \| Emanuel Buchmann \| Bora-Hansgrohe \| 3h44m14s \| \| \| 2. \| Ion Izagirre \| Astana \| + 1m08s \| \| \| 3. \| Adam Yates \| Mitchelton-Scott \| + 1m08s \| \| \| 4. \| Jakob Fuglsang \| Astana \| + 1m08s \| \| \| 5. \| Tadej Pogačar \| UAE Team Emirates \| + 1m24s \| \| \| 6. \| Daniel Martin \| UAE Team Emirates \| + 1m24s \| \| \| 7. \| Mikel Landa \| Movistar Team \| + 1m50s \| \| \| 8. \| Lucas Hamilton \| Mitchelton-Scott \| + 2m04s \| \| \| 9. \| Maximilian Schachmann \| Bora-Hansgrohe \| + 2m04s \| \| \| 10. \| Patrick Konrad \| Bora-Hansgrohe \| + 2m04s \| \| |                       |                   |          |
| |                       |                   |          |
| Fonte: ProCyclingStats |                       |                   |          |
| Classificação por etapas |                       |                   |          |
| Ciclista | Ciclista              | Equipe            | Tempo    |
| 1. | Emanuel Buchmann      | Bora-Hansgrohe    | 3h44m14s |
| 2. | Ion Izagirre          | Astana            | + 1m08s  |
| 3. | Adam Yates            | Mitchelton-Scott  | + 1m08s  |
| 4. | Jakob Fuglsang        | Astana            | + 1m08s  |
| 5. | Tadej Pogačar         | UAE Team Emirates | + 1m24s  |
| 6. | Daniel Martin         | UAE Team Emirates | + 1m24s  |
| 7. | Mikel Landa           | Movistar Team     | + 1m50s  |
| 8. | Lucas Hamilton        | Mitchelton-Scott  | + 2m04s  |
| 9. | Maximilian Schachmann | Bora-Hansgrohe    | + 2m04s  |
| 10. | Patrick Konrad        | Bora-Hansgrohe    | + 2m04s  |

| \| Classificação geral \| Classificação geral \| Classificação geral \| Classificação geral \| Classificação geral \| \| Ciclista \| Ciclista \| Equipe \| Tempo \| \| \| ------------------- \| ---------------------- \| ------------------- \| ------------------- \| ------------------- \| \| 1. \| Emanuel Buchmann \| Bora-Hansgrohe \| 16h23m30s \| \| \| 2. \| Ion Izagirre \| Astana \| + 54s \| \| \| 3. \| Maximilian Schachmann \| Bora-Hansgrohe \| + 1m04s \| \| \| 4. \| Daniel Martin \| UAE Team Emirates \| + 1m32s \| \| \| 5. \| Jakob Fuglsang \| Astana \| + 1m32s \| \| \| 6. \| Patrick Konrad \| Bora-Hansgrohe \| + 1m55s \| \| \| 7. \| Adam Yates \| Mitchelton-Scott \| + 1m56s \| \| \| 8. \| Daniel Felipe Martínez \| EF Education First \| + 2m11s \| \| \| 9. \| Mikel Landa \| Movistar Team \| + 2m25s \| \| \| 10. \| Tadej Pogačar \| UAE Team Emirates \| + 2m25s \| \| |                        |                    |           |
| |                        |                    |           |
| Fonte: ProCyclingStats |                        |                    |           |
| Classificação geral |                        |                    |           |
| Ciclista | Ciclista               | Equipe             | Tempo     |
| 1. | Emanuel Buchmann       | Bora-Hansgrohe     | 16h23m30s |
| 2. | Ion Izagirre           | Astana             | + 54s     |
| 3. | Maximilian Schachmann  | Bora-Hansgrohe     | + 1m04s   |
| 4. | Daniel Martin          | UAE Team Emirates  | + 1m32s   |
| 5. | Jakob Fuglsang         | Astana             | + 1m32s   |
| 6. | Patrick Konrad         | Bora-Hansgrohe     | + 1m55s   |
| 7. | Adam Yates             | Mitchelton-Scott   | + 1m56s   |
| 8. | Daniel Felipe Martínez | EF Education First | + 2m11s   |
| 9. | Mikel Landa            | Movistar Team      | + 2m25s   |
| 10. | Tadej Pogačar          | UAE Team Emirates  | + 2m25s   |

### 6.ª etapa
| Eibar - Eibar | alta montanha | (118,2 km) |

| \| Classificação por etapas \| Classificação por etapas \| Classificação por etapas \| Classificação por etapas \| Classificação por etapas \| \| Ciclista \| Ciclista \| Equipe \| Tempo \| \| \| ------------------------ \| ------------------------ \| ------------------------ \| ------------------------ \| ------------------------ \| \| 1. \| Adam Yates \| Mitchelton-Scott \| 2h59m46s \| \| \| 2. \| Daniel Martin \| UAE Team Emirates \| + 1s \| \| \| 3. \| Jakob Fuglsang \| Astana \| + 1s \| \| \| 4. \| Ion Izagirre \| Astana \| + 1s \| \| \| 5. \| Tadej Pogačar \| UAE Team Emirates \| + 7s \| \| \| 6. \| Bauke Mollema \| Trek-Segafredo \| + 1m24s \| \| \| 7. \| Mikel Landa \| Movistar Team \| + 1m24s \| \| \| 8. \| Hugh Carthy \| EF Education First \| + 1m24s \| \| \| 9. \| David Gaudu \| Groupama-FDJ \| + 1m24s \| \| \| 10. \| Lucas Hamilton \| Mitchelton-Scott \| + 1m24s \| \| |                |                    |          |
| |                |                    |          |
| Fonte: ProCyclingStats |                |                    |          |
| Classificação por etapas |                |                    |          |
| Ciclista | Ciclista       | Equipe             | Tempo    |
| 1. | Adam Yates     | Mitchelton-Scott   | 2h59m46s |
| 2. | Daniel Martin  | UAE Team Emirates  | + 1s     |
| 3. | Jakob Fuglsang | Astana             | + 1s     |
| 4. | Ion Izagirre   | Astana             | + 1s     |
| 5. | Tadej Pogačar  | UAE Team Emirates  | + 7s     |
| 6. | Bauke Mollema  | Trek-Segafredo     | + 1m24s  |
| 7. | Mikel Landa    | Movistar Team      | + 1m24s  |
| 8. | Hugh Carthy    | EF Education First | + 1m24s  |
| 9. | David Gaudu    | Groupama-FDJ       | + 1m24s  |
| 10. | Lucas Hamilton | Mitchelton-Scott   | + 1m24s  |

## Classificações finais
- As classificações finalizaram da seguinte forma:[4]

### Classificação geral
| \| Classificação geral \| Classificação geral \| Classificação geral \| Classificação geral \| Classificação geral \| \| Ciclista \| Ciclista \| Equipe \| Tempo \| \| \| ------------------- \| ---------------------- \| ----------------------------- \| ------------------- \| ------------------- \| \| 1. \| Ion Izagirre \| Astana \| 19h24m09s \| \| \| 2. \| Daniel Martin \| UAE Team Emirates \| + 29s \| \| \| 3. \| Emanuel Buchmann \| Bora-Hansgrohe \| + 31s \| \| \| 4. \| Jakob Fuglsang \| Astana \| + 36s \| \| \| 5. \| Adam Yates \| Mitchelton-Scott \| + 51s \| \| \| 6. \| Tadej Pogačar \| UAE Team Emirates \| + 1m36s \| \| \| 7. \| Mikel Landa \| Movistar Team \| + 2m56s \| \| \| 8. \| Mikel Nieve \| Mitchelton-Scott \| + 3m13s \| \| \| 9. \| Patrick Konrad \| Bora-Hansgrohe \| + 3m29s \| \| \| 10. \| Maximilian Schachmann \| Bora-Hansgrohe \| + 3m44s \| \| \| 11. \| Enric Mas \| Deceuninck-Quick Step \| + 4m15s \| \| \| 12. \| Hugh Carthy \| EF Education First \| + 5m25s \| \| \| 13. \| Diego Ulissi \| UAE Team Emirates \| + 6m02s \| \| \| 14. \| Sergio Henao \| UAE Team Emirates \| + 6m15s \| \| \| 15. \| Lucas Hamilton \| Mitchelton-Scott \| + 6m43s \| \| \| 16. \| Víctor de la Parte \| CCC Team \| + 6m45s \| \| \| 17. \| Valentin Madouas \| Groupama-FDJ \| + 7m06s \| \| \| 18. \| David Gaudu \| Groupama-FDJ \| + 9m03s \| \| \| 19. \| Bjorg Lambrecht \| Lotto-Soudal \| + 11m43s \| \| \| 20. \| Daniel Felipe Martínez \| EF Education First \| + 15m56s \| \| \| 21. \| Bauke Mollema \| Trek-Segafredo \| + 16m43s \| \| \| 22. \| George Bennett \| Team Jumbo-Visma \| + 18m51s \| \| \| 23. \| José Joaquín Rojas \| Movistar Team \| + 19m32s \| \| \| 24. \| Dylan Teuns \| Bahrain-Merida \| + 21m25s \| \| \| 25. \| Mikel Bizkarra \| Euskadi Basque Country-Murias \| + 22m53s \| \| |                        |                               |           |
| |                        |                               |           |
| Fonte: ProCyclingStats |                        |                               |           |
| Classificação geral |                        |                               |           |
| Ciclista | Ciclista               | Equipe                        | Tempo     |
| 1. | Ion Izagirre           | Astana                        | 19h24m09s |
| 2. | Daniel Martin          | UAE Team Emirates             | + 29s     |
| 3. | Emanuel Buchmann       | Bora-Hansgrohe                | + 31s     |
| 4. | Jakob Fuglsang         | Astana                        | + 36s     |
| 5. | Adam Yates             | Mitchelton-Scott              | + 51s     |
| 6. | Tadej Pogačar          | UAE Team Emirates             | + 1m36s   |
| 7. | Mikel Landa            | Movistar Team                 | + 2m56s   |
| 8. | Mikel Nieve            | Mitchelton-Scott              | + 3m13s   |
| 9. | Patrick Konrad         | Bora-Hansgrohe                | + 3m29s   |
| 10. | Maximilian Schachmann  | Bora-Hansgrohe                | + 3m44s   |
| 11. | Enric Mas              | Deceuninck-Quick Step         | + 4m15s   |
| 12. | Hugh Carthy            | EF Education First            | + 5m25s   |
| 13. | Diego Ulissi           | UAE Team Emirates             | + 6m02s   |
| 14. | Sergio Henao           | UAE Team Emirates             | + 6m15s   |
| 15. | Lucas Hamilton         | Mitchelton-Scott              | + 6m43s   |
| 16. | Víctor de la Parte     | CCC Team                      | + 6m45s   |
| 17. | Valentin Madouas       | Groupama-FDJ                  | + 7m06s   |
| 18. | David Gaudu            | Groupama-FDJ                  | + 9m03s   |
| 19. | Bjorg Lambrecht        | Lotto-Soudal                  | + 11m43s  |
| 20. | Daniel Felipe Martínez | EF Education First            | + 15m56s  |
| 21. | Bauke Mollema          | Trek-Segafredo                | + 16m43s  |
| 22. | George Bennett         | Team Jumbo-Visma              | + 18m51s  |
| 23. | José Joaquín Rojas     | Movistar Team                 | + 19m32s  |
| 24. | Dylan Teuns            | Bahrain-Merida                | + 21m25s  |
| 25. | Mikel Bizkarra         | Euskadi Basque Country-Murias | + 22m53s  |

### Classificação por pontos
| Classificação por pontos | Classificação por pontos | Classificação por pontos | Classificação por pontos | Classificação por pontos |
| Ciclista                 | Ciclista                 | Equipe                   | Pontos                   |                          |
| ------------------------ | ------------------------ | ------------------------ | ------------------------ | ------------------------ |
| 1.                       | Maximilian Schachmann    | Bora-Hansgrohe           | 96 pts                   |                          |
| 2.                       | Adam Yates               | Mitchelton-Scott         | 78 pts                   |                          |
| 3.                       | Ion Izagirre             | Astana                   | 76 pts                   |                          |
| 4.                       | Tadej Pogačar            | UAE Team Emirates        | 54 pts                   |                          |
| 5.                       | Jakob Fuglsang           | Astana                   | 50 pts                   |                          |
| 6.                       | Emanuel Buchmann         | Bora-Hansgrohe           | 40 pts                   |                          |
| 7.                       | Julian Alaphilippe       | Deceuninck-Quick Step    | 39 pts                   |                          |
| 8.                       | Daniel Martin            | UAE Team Emirates        | 39 pts                   |                          |
| 9.                       | Patrick Konrad           | Bora-Hansgrohe           | 35 pts                   |                          |
| 10.                      | Michał Kwiatkowski       | Team Sky                 | 32 pts                   |                          |

### Classificação da montanha
| Classificação da montanha | Classificação da montanha | Classificação da montanha     | Classificação da montanha | Classificação da montanha |
| Ciclista                  | Ciclista                  | Equipe                        | Pontos                    |                           |
| ------------------------- | ------------------------- | ----------------------------- | ------------------------- | ------------------------- |
| 1.                        | Adam Yates                | Mitchelton-Scott              | 34 pts                    |                           |
| 2.                        | Alessandro De Marchi      | CCC Team                      | 30 pts                    |                           |
| 3.                        | Ion Izagirre              | Astana                        | 29 pts                    |                           |
| 4.                        | Jakob Fuglsang            | Astana                        | 24 pts                    |                           |
| 5.                        | Emanuel Buchmann          | Bora-Hansgrohe                | 15 pts                    |                           |
| 6.                        | Tadej Pogačar             | UAE Team Emirates             | 15 pts                    |                           |
| 7.                        | Carlos Verona             | Movistar Team                 | 13 pts                    |                           |
| 8.                        | Luis León Sánchez         | Astana                        | 12 pts                    |                           |
| 9.                        | Julien Bernard            | Trek-Segafredo                | 12 pts                    |                           |
| 10.                       | Garikoitz Bravo           | Euskadi Basque Country-Murias | 12 pts                    |                           |

### Classificação sub-23
| Classificação U23 | Classificação U23      | Classificação U23     | Classificação U23 | Classificação U23 |
| Ciclista          | Ciclista               | Equipe                | Tempo             |                   |
| ----------------- | ---------------------- | --------------------- | ----------------- | ----------------- |
| 1.                | Tadej Pogačar          | UAE Team Emirates     | 19h25m45s         |                   |
| 2.                | Maximilian Schachmann  | Bora-Hansgrohe        | + 2m08s           |                   |
| 3.                | Enric Mas              | Deceuninck-Quick Step | + 2m39s           |                   |
| 4.                | Hugh Carthy            | EF Education First    | + 3m49s           |                   |
| 5.                | Lucas Hamilton         | Mitchelton-Scott      | + 5m07s           |                   |
| 6.                | Valentin Madouas       | Groupama-FDJ          | + 5m30s           |                   |
| 7.                | David Gaudu            | Groupama-FDJ          | + 7m27s           |                   |
| 8.                | Bjorg Lambrecht        | Lotto-Soudal          | + 10m07s          |                   |
| 9.                | Daniel Felipe Martínez | EF Education First    | + 14m20s          |                   |
| 10.               | Jonas Vingegaard       | Team Jumbo-Visma      | + 28m54s          |                   |

## Evolução das classificações
| Etapa                 | Vencedor              | Classificação geral   | Classificação por pontos | Classificação da montanha | Classificação dos jovens |
| --------------------- | --------------------- | --------------------- | ------------------------ | ------------------------- | ------------------------ |
| 1.ª                   | Maximilian Schachmann | Maximilian Schachmann | Maximilian Schachmann    | Daniel Felipe Martínez    | Maximilian Schachmann    |
| 2.ª                   | Julian Alaphilippe    | Maximilian Schachmann | Maximilian Schachmann    | Garikoitz Bravo           | Maximilian Schachmann    |
| 3.ª                   | Maximilian Schachmann | Maximilian Schachmann | Maximilian Schachmann    | Garikoitz Bravo           | Maximilian Schachmann    |
| 4.ª                   | Maximilian Schachmann | Maximilian Schachmann | Maximilian Schachmann    | Garikoitz Bravo           | Maximilian Schachmann    |
| 5.ª                   | Emanuel Buchmann      | Emanuel Buchmann      | Maximilian Schachmann    | Alessandro De Marchi      | Maximilian Schachmann    |
| 6.ª                   | Adam Yates            | Ion Izagirre          | Maximilian Schachmann    | Adam Yates                | Tadej Pogačar            |
| Classificações finais | Classificações finais | Ion Izagirre          | Maximilian Schachmann    | Adam Yates                | Tadej Pogačar            |

## Ciclistas participantes e posições finais
| Movistar Team MOV | Movistar Team MOV             | Movistar Team MOV |
| ----------------- | ----------------------------- | ----------------- |
| Num               | Ciclista                      | Pos               |
| 1                 | Mikel Landa (ESP)             | 7.                |
| 2                 | Carlos Alberto Betancur (COL) | DNF-6             |
| 3                 | Rubén Fernández (ESP)         | DNF-6             |
| 4                 | Antonio Pedrero (ESP)         | DNF-6             |
| 5                 | José Joaquín Rojas (ESP)      | 23.               |
| 6                 | Winner Anacona (COL)          | DNF-6             |
| 7                 | Carlos Verona (ESP)           | 37.               |

| Bahrain-Merida TBM | Bahrain-Merida TBM     | Bahrain-Merida TBM |
| ------------------ | ---------------------- | ------------------ |
| Num                | Ciclista               | Pos                |
| 11                 | Grega Bole (SLO)       | 57.                |
| 12                 | Rohan Dennis (AUS)     | NP-3               |
| 13                 | Wang Meiyin (CHN)      | DNF-5              |
| 14                 | Mark Padun (UKR)       | NP-2               |
| 15                 | Luka Pibernik (SLO)    | 83.                |
| 16                 | Dylan Teuns (BEL)      | 24.                |
| 17                 | Stephen Williams (GBR) | DNF-5              |

| Bora-Hansgrohe BOH | Bora-Hansgrohe BOH          | Bora-Hansgrohe BOH |
| ------------------ | --------------------------- | ------------------ |
| Num                | Ciclista                    | Pos                |
| 21                 | Emanuel Buchmann (GER)      | 3.                 |
| 22                 | Cesare Benedetti (ITA)      | 91.                |
| 23                 | Patrick Konrad (AUT)        | 9.                 |
| 24                 | Jay McCarthy (AUS)          | 58.                |
| 25                 | Gregor Mühlberger (AUT)     | DNF-6              |
| 26                 | Paweł Poljański (POL)       | 76.                |
| 27                 | Maximilian Schachmann (GER) | 10.                |

| Astana AST | Astana AST                      | Astana AST |
| ---------- | ------------------------------- | ---------- |
| Num        | Ciclista                        | Pos        |
| 31         | Jakob Fuglsang (DEN)            | 4.         |
| 32         | Pello Bilbao (ESP)              | 53.        |
| 33         | Omar Fraile (ESP)               | 43.        |
| 34         | Gorka Izagirre (ESP) (estrada)  | 28.        |
| 35         | Ion Izagirre (ESP)              | 1.         |
| 36         | Alexey Lutsenko (KAZ) (estrada) | DNF-6      |
| 37         | Luis León Sánchez (ESP)         | 27.        |

| Deceuninck-Quick Step DQT | Deceuninck-Quick Step DQT | Deceuninck-Quick Step DQT |
| ------------------------- | ------------------------- | ------------------------- |
| Num                       | Ciclista                  | Pos                       |
| 41                        | Julian Alaphilippe (FRA)  | NP-4                      |
| 42                        | Rémi Cavagna (FRA)        | HD-6                      |
| 43                        | Dries Devenyns (BEL)      | 70.                       |
| 44                        | Mikkel Honoré (DEN)       | 49.                       |
| 45                        | Enric Mas (ESP)           | 11.                       |
| 46                        | Pieter Serry (BEL)        | 54.                       |
| 47                        | Petr Vakoč (CZE)          | DNF-6                     |

| AG2R La Mondiale ALM | AG2R La Mondiale ALM         | AG2R La Mondiale ALM |
| -------------------- | ---------------------------- | -------------------- |
| Num                  | Ciclista                     | Pos                  |
| 51                   | Alexandre Geniez (FRA)       | DNF-4                |
| 52                   | Mikaël Cherel (FRA)          | 69.                  |
| 53                   | Clément Chevrier (FRA)       | 81.                  |
| 54                   | Mathias Frank (SUI)          | 67.                  |
| 55                   | Hubert Dupont (FRA)          | 61.                  |
| 56                   | Aurélien Paret-Peintre (FRA) | 72.                  |
| 57                   | Larry Warbasse (USA)         | 64.                  |

| Lotto-Soudal LTS | Lotto-Soudal LTS         | Lotto-Soudal LTS |
| ---------------- | ------------------------ | ---------------- |
| Num              | Ciclista                 | Pos              |
| 61               | Jelle Vanendert (BEL)    | DNF-6            |
| 62               | Sander Armée (BEL)       | 74.              |
| 63               | Adam Hansen (AUS)        | DNF-3            |
| 64               | Bjorg Lambrecht (BEL)    | 19.              |
| 65               | Tomasz Marczyński (POL)  | 48.              |
| 66               | Maxime Monfort (BEL)     | DNF-6            |
| 67               | Tosh Van der Sande (BEL) | DNF-6            |

| Katusha-Alpecin TKA | Katusha-Alpecin TKA    | Katusha-Alpecin TKA |
| ------------------- | ---------------------- | ------------------- |
| Num                 | Ciclista               | Pos                 |
| 71                  | Enrico Battaglin (ITA) | DNF-6               |
| 72                  | Willie Smit (RSA)      | HD-6                |
| 73                  | Ruben Guerreiro (POR)  | 36.                 |
| 74                  | Steff Cras (BEL)       | DNF-3               |
| 75                  | José Gonçalves (POR)   | 63.                 |
| 76                  | Daniel Navarro (ESP)   | 47.                 |
| 77                  | Dmitry Strakhov (RUS)  | HD-6                |

| Team Sky SKY | Team Sky SKY                       | Team Sky SKY |
| ------------ | ---------------------------------- | ------------ |
| Num          | Ciclista                           | Pos          |
| 81           | Geraint Thomas (GBR)               | 40.          |
| 82           | Jonathan Castroviejo (ESP)         | DNF-3        |
| 83           | David de la Cruz (ESP)             | 34.          |
| 84           | Kenny Elissonde (FRA)              | 84.          |
| 85           | Michał Gołaś (POL)                 | 89.          |
| 86           | Michał Kwiatkowski (POL) (estrada) | DNF-4        |
| 87           | Diego Rosa (ITA)                   | DNF-6        |

| Mitchelton-Scott MTS | Mitchelton-Scott MTS   | Mitchelton-Scott MTS |
| -------------------- | ---------------------- | -------------------- |
| Num                  | Ciclista               | Pos                  |
| 91                   | Adam Yates (GBR)       | 5.                   |
| 92                   | Michael Albasini (SUI) | DNF-6                |
| 93                   | Lucas Hamilton (AUS)   | 15.                  |
| 94                   | Damien Howson (AUS)    | 59.                  |
| 95                   | Mikel Nieve (ESP)      | 8.                   |
| 96                   | Nick Schultz (AUS)     | 60.                  |
| 97                   | Tsgabu Grmay (ETH)     | NP-6                 |

| UAE Team Emirates UAD | UAE Team Emirates UAD | UAE Team Emirates UAD |
| --------------------- | --------------------- | --------------------- |
| Num                   | Ciclista              | Pos                   |
| 101                   | Daniel Martin (IRL)   | 2.                    |
| 102                   | Sergio Henao (COL)    | 14.                   |
| 103                   | Manuele Mori (ITA)    | DNF-6                 |
| 104                   | Tadej Pogačar (SLO)   | 6.                    |
| 105                   | Edward Ravasi (ITA)   | HD-6                  |
| 106                   | Rory Sutherland (AUS) | DNF-5                 |
| 107                   | Diego Ulissi (ITA)    | 13.                   |

| EF Education First EF1 | EF Education First EF1       | EF Education First EF1 |
| ---------------------- | ---------------------------- | ---------------------- |
| Num                    | Ciclista                     | Pos                    |
| 111                    | Daniel Felipe Martínez (COL) | 20.                    |
| 112                    | Sean Bennett (USA)           | DNF-6                  |
| 113                    | Hugh Carthy (GBR)            | 12.                    |
| 114                    | Simon Clarke (AUS)           | DNF-5                  |
| 115                    | Lawson Craddock (USA)        | 44.                    |
| 116                    | Alex Howes (USA)             | DNF-6                  |
| 117                    | Nathan Brown (USA)           | DNF-4                  |

| CCC Team CPT | CCC Team CPT               | CCC Team CPT |
| ------------ | -------------------------- | ------------ |
| Num          | Ciclista                   | Pos          |
| 121          | Patrick Bevin (NZL)        | DNF-3        |
| 122          | Amaro Antunes (POR)        | 73.          |
| 123          | Víctor de la Parte (ESP)   | 16.          |
| 124          | Alessandro De Marchi (ITA) | 29.          |
| 125          | Jonas Koch (GER)           | HD-6         |
| 126          | Serge Pauwels (BEL)        | DNF-5        |
| 127          | Riccardo Zoidl (AUT)       | 94.          |

| Dimension Data TDD | Dimension Data TDD               | Dimension Data TDD |
| ------------------ | -------------------------------- | ------------------ |
| Num                | Ciclista                         | Pos                |
| 131                | Benjamin King (USA)              | HD-6               |
| 132                | Steve Cummings (GBR)             | DNF-3              |
| 133                | Nicholas Dlamini (RSA)           | DNF-6              |
| 134                | Jacques Janse van Rensburg (RSA) | HD-6               |
| 135                | Amanuel Gebrezgabihier (ERI)     | 42.                |
| 136                | Tom Slagter (NED)                | 77.                |
| 137                | Danilo Wyss (SUI)                | 65.                |

| Groupama-FDJ GFC | Groupama-FDJ GFC             | Groupama-FDJ GFC |
| ---------------- | ---------------------------- | ---------------- |
| Num              | Ciclista                     | Pos              |
| 141              | Rudy Molard (FRA)            | 30.              |
| 142              | Bruno Armirail (FRA)         | 86.              |
| 143              | David Gaudu (FRA)            | 18.              |
| 144              | Valentin Madouas (FRA)       | 17.              |
| 145              | Anthony Roux (FRA) (estrada) | NP-2             |
| 146              | Romain Seigle (FRA)          | 56.              |
| 147              | Léo Vincent (FRA)            | 46.              |

| Team Sunweb SUN | Team Sunweb SUN      | Team Sunweb SUN |
| --------------- | -------------------- | --------------- |
| Num             | Ciclista             | Pos             |
| 151             | Nicolas Roche (IRL)  | DNF-4           |
| 152             | Chris Hamilton (AUS) | 52.             |
| 153             | Jai Hindley (AUS)    | 38.             |
| 154             | Marc Hirschi (SUI)   | 41.             |
| 155             | Sam Oomen (NED)      | NP-5            |
| 156             | Michael Storer (AUS) | 68.             |
| 157             | Florian Stork (GER)  | 82.             |

| Team Jumbo-Visma TJV | Team Jumbo-Visma TJV    | Team Jumbo-Visma TJV |
| -------------------- | ----------------------- | -------------------- |
| Num                  | Ciclista                | Pos                  |
| 161                  | George Bennett (NZL)    | 22.                  |
| 162                  | Sepp Kuss (USA)         | 95.                  |
| 163                  | Bert-Jan Lindeman (NED) | DNF-6                |
| 164                  | Tony Martin (GER)       | DNF-6                |
| 165                  | Daan Olivier (NED)      | DNF-4                |
| 166                  | Neilson Powless (USA)   | 79.                  |
| 167                  | Jonas Vingegaard (DEN)  | 32.                  |

| Trek-Segafredo TFS | Trek-Segafredo TFS   | Trek-Segafredo TFS |
| ------------------ | -------------------- | ------------------ |
| Num                | Ciclista             | Pos                |
| 171                | Bauke Mollema (NED)  | 21.                |
| 172                | Julien Bernard (FRA) | 93.                |
| 173                | Nicola Conci (ITA)   | 55.                |
| 174                | Fabio Felline (ITA)  | 75.                |
| 175                | Markel Irizar (ESP)  | HD-6               |
| 176                | Toms Skujiņš (LAT)   | 39.                |
| 177                | Peter Stetina (USA)  | 51.                |

| Cofidis, Solutions Crédits COF | Cofidis, Solutions Crédits COF | Cofidis, Solutions Crédits COF |
| ------------------------------ | ------------------------------ | ------------------------------ |
| Num                            | Ciclista                       | Pos                            |
| 181                            | Jesús Herrada (ESP)            | 66.                            |
| 182                            | Darwin Atapuma (COL)           | HD-6                           |
| 183                            | Loic Chetout (FRA)             | HD-6                           |
| 184                            | Nicolas Edet (FRA)             | HD-6                           |
| 185                            | Jesper Hansen (DEN)            | HD-6                           |
| 186                            | Luis Ángel Maté (ESP)          | 50.                            |
| 187                            | Anthony Perez (FRA)            | 33.                            |

| Euskadi Basque Country-Murias EUS | Euskadi Basque Country-Murias EUS  | Euskadi Basque Country-Murias EUS |
| --------------------------------- | ---------------------------------- | --------------------------------- |
| Num                               | Ciclista                           | Pos                               |
| 191                               | Mikel Bizkarra (ESP)               | 25.                               |
| 192                               | Sergio Samitier (ESP)              | 80.                               |
| 193                               | Enrique Sanz (ESP)                 | DNF-5                             |
| 194                               | Mikel Iturria (ESP)                | 78.                               |
| 195                               | Fernando Barceló (ESP)             | HD-6                              |
| 196                               | Garikoitz Bravo (ESP)              | 87.                               |
| 197                               | Óscar Rodríguez Garaicoechea (ESP) | 45.                               |

| Caja Rural-Seguros RGA CJR | Caja Rural-Seguros RGA CJR | Caja Rural-Seguros RGA CJR |
| -------------------------- | -------------------------- | -------------------------- |
| Num                        | Ciclista                   | Pos                        |
| 201                        | Cristián Rodríguez (ESP)   | 92.                        |
| 202                        | Julen Amézqueta (ESP)      | 62.                        |
| 203                        | Jon Aberasturi (ESP)       | DNF-4                      |
| 204                        | Jon Irisarri (ESP)         | DNF-4                      |
| 205                        | Jonathan Lastra (ESP)      | 31.                        |
| 206                        | David González López (ESP) | 88.                        |
| 207                        | Alex Aranburu (ESP)        | 71.                        |

| Manzana Postobón MZN | Manzana Postobón MZN       | Manzana Postobón MZN |
| -------------------- | -------------------------- | -------------------- |
| Num                  | Ciclista                   | Pos                  |
| 211                  | Aldemar Reyes Ortega (COL) | 35.                  |
| 212                  | Nicolás Sáenz (COL)        | DNF-5                |
| 213                  | Jhojan García (COL)        | 85.                  |
| 214                  | Daniel Jaramillo (COL)     | DNF-4                |
| 215                  | Bernardo Suaza (COL)       | DNF-5                |
| 216                  | Yecid Sierra (COL)         | 90.                  |
| 217                  | Carlos Quintero (COL)      | 26.                  |

| Burgos-BH BBH | Burgos-BH BBH         | Burgos-BH BBH |
| ------------- | --------------------- | ------------- |
| Num           | Ciclista              | Pos           |
| 221           | Ángel Madrazo (ESP)   | DNF-3         |
| 222           | Jetse Bol (NED)       | HD-6          |
| 223           | José Fernandes (POR)  | DNF-3         |
| 224           | Nicolas Sessler (BRA) | 96.           |
| 225           | Jesús Ezquerra (ESP)  | HD-6          |
| 226           | Diego Rubio (ESP)     | DNF-5         |
| 227           | Ricardo Vilela (POR)  | DNF-4         |

| Movistar Team MOV | Movistar Team MOV             | Movistar Team MOV |
| ----------------- | ----------------------------- | ----------------- |
| Num               | Ciclista                      | Pos               |
| 1                 | Mikel Landa (ESP)             | 7.                |
| 2                 | Carlos Alberto Betancur (COL) | DNF-6             |
| 3                 | Rubén Fernández (ESP)         | DNF-6             |
| 4                 | Antonio Pedrero (ESP)         | DNF-6             |
| 5                 | José Joaquín Rojas (ESP)      | 23.               |
| 6                 | Winner Anacona (COL)          | DNF-6             |
| 7                 | Carlos Verona (ESP)           | 37.               |

| Bahrain-Merida TBM | Bahrain-Merida TBM     | Bahrain-Merida TBM |
| ------------------ | ---------------------- | ------------------ |
| Num                | Ciclista               | Pos                |
| 11                 | Grega Bole (SLO)       | 57.                |
| 12                 | Rohan Dennis (AUS)     | NP-3               |
| 13                 | Wang Meiyin (CHN)      | DNF-5              |
| 14                 | Mark Padun (UKR)       | NP-2               |
| 15                 | Luka Pibernik (SLO)    | 83.                |
| 16                 | Dylan Teuns (BEL)      | 24.                |
| 17                 | Stephen Williams (GBR) | DNF-5              |

| Bora-Hansgrohe BOH | Bora-Hansgrohe BOH          | Bora-Hansgrohe BOH |
| ------------------ | --------------------------- | ------------------ |
| Num                | Ciclista                    | Pos                |
| 21                 | Emanuel Buchmann (GER)      | 3.                 |
| 22                 | Cesare Benedetti (ITA)      | 91.                |
| 23                 | Patrick Konrad (AUT)        | 9.                 |
| 24                 | Jay McCarthy (AUS)          | 58.                |
| 25                 | Gregor Mühlberger (AUT)     | DNF-6              |
| 26                 | Paweł Poljański (POL)       | 76.                |
| 27                 | Maximilian Schachmann (GER) | 10.                |

| Astana AST | Astana AST                      | Astana AST |
| ---------- | ------------------------------- | ---------- |
| Num        | Ciclista                        | Pos        |
| 31         | Jakob Fuglsang (DEN)            | 4.         |
| 32         | Pello Bilbao (ESP)              | 53.        |
| 33         | Omar Fraile (ESP)               | 43.        |
| 34         | Gorka Izagirre (ESP) (estrada)  | 28.        |
| 35         | Ion Izagirre (ESP)              | 1.         |
| 36         | Alexey Lutsenko (KAZ) (estrada) | DNF-6      |
| 37         | Luis León Sánchez (ESP)         | 27.        |

| Deceuninck-Quick Step DQT | Deceuninck-Quick Step DQT | Deceuninck-Quick Step DQT |
| ------------------------- | ------------------------- | ------------------------- |
| Num                       | Ciclista                  | Pos                       |
| 41                        | Julian Alaphilippe (FRA)  | NP-4                      |
| 42                        | Rémi Cavagna (FRA)        | HD-6                      |
| 43                        | Dries Devenyns (BEL)      | 70.                       |
| 44                        | Mikkel Honoré (DEN)       | 49.                       |
| 45                        | Enric Mas (ESP)           | 11.                       |
| 46                        | Pieter Serry (BEL)        | 54.                       |
| 47                        | Petr Vakoč (CZE)          | DNF-6                     |

| AG2R La Mondiale ALM | AG2R La Mondiale ALM         | AG2R La Mondiale ALM |
| -------------------- | ---------------------------- | -------------------- |
| Num                  | Ciclista                     | Pos                  |
| 51                   | Alexandre Geniez (FRA)       | DNF-4                |
| 52                   | Mikaël Cherel (FRA)          | 69.                  |
| 53                   | Clément Chevrier (FRA)       | 81.                  |
| 54                   | Mathias Frank (SUI)          | 67.                  |
| 55                   | Hubert Dupont (FRA)          | 61.                  |
| 56                   | Aurélien Paret-Peintre (FRA) | 72.                  |
| 57                   | Larry Warbasse (USA)         | 64.                  |

| Lotto-Soudal LTS | Lotto-Soudal LTS         | Lotto-Soudal LTS |
| ---------------- | ------------------------ | ---------------- |
| Num              | Ciclista                 | Pos              |
| 61               | Jelle Vanendert (BEL)    | DNF-6            |
| 62               | Sander Armée (BEL)       | 74.              |
| 63               | Adam Hansen (AUS)        | DNF-3            |
| 64               | Bjorg Lambrecht (BEL)    | 19.              |
| 65               | Tomasz Marczyński (POL)  | 48.              |
| 66               | Maxime Monfort (BEL)     | DNF-6            |
| 67               | Tosh Van der Sande (BEL) | DNF-6            |

| Katusha-Alpecin TKA | Katusha-Alpecin TKA    | Katusha-Alpecin TKA |
| ------------------- | ---------------------- | ------------------- |
| Num                 | Ciclista               | Pos                 |
| 71                  | Enrico Battaglin (ITA) | DNF-6               |
| 72                  | Willie Smit (RSA)      | HD-6                |
| 73                  | Ruben Guerreiro (POR)  | 36.                 |
| 74                  | Steff Cras (BEL)       | DNF-3               |
| 75                  | José Gonçalves (POR)   | 63.                 |
| 76                  | Daniel Navarro (ESP)   | 47.                 |
| 77                  | Dmitry Strakhov (RUS)  | HD-6                |

| Team Sky SKY | Team Sky SKY                       | Team Sky SKY |
| ------------ | ---------------------------------- | ------------ |
| Num          | Ciclista                           | Pos          |
| 81           | Geraint Thomas (GBR)               | 40.          |
| 82           | Jonathan Castroviejo (ESP)         | DNF-3        |
| 83           | David de la Cruz (ESP)             | 34.          |
| 84           | Kenny Elissonde (FRA)              | 84.          |
| 85           | Michał Gołaś (POL)                 | 89.          |
| 86           | Michał Kwiatkowski (POL) (estrada) | DNF-4        |
| 87           | Diego Rosa (ITA)                   | DNF-6        |

| Mitchelton-Scott MTS | Mitchelton-Scott MTS   | Mitchelton-Scott MTS |
| -------------------- | ---------------------- | -------------------- |
| Num                  | Ciclista               | Pos                  |
| 91                   | Adam Yates (GBR)       | 5.                   |
| 92                   | Michael Albasini (SUI) | DNF-6                |
| 93                   | Lucas Hamilton (AUS)   | 15.                  |
| 94                   | Damien Howson (AUS)    | 59.                  |
| 95                   | Mikel Nieve (ESP)      | 8.                   |
| 96                   | Nick Schultz (AUS)     | 60.                  |
| 97                   | Tsgabu Grmay (ETH)     | NP-6                 |

| UAE Team Emirates UAD | UAE Team Emirates UAD | UAE Team Emirates UAD |
| --------------------- | --------------------- | --------------------- |
| Num                   | Ciclista              | Pos                   |
| 101                   | Daniel Martin (IRL)   | 2.                    |
| 102                   | Sergio Henao (COL)    | 14.                   |
| 103                   | Manuele Mori (ITA)    | DNF-6                 |
| 104                   | Tadej Pogačar (SLO)   | 6.                    |
| 105                   | Edward Ravasi (ITA)   | HD-6                  |
| 106                   | Rory Sutherland (AUS) | DNF-5                 |
| 107                   | Diego Ulissi (ITA)    | 13.                   |

| EF Education First EF1 | EF Education First EF1       | EF Education First EF1 |
| ---------------------- | ---------------------------- | ---------------------- |
| Num                    | Ciclista                     | Pos                    |
| 111                    | Daniel Felipe Martínez (COL) | 20.                    |
| 112                    | Sean Bennett (USA)           | DNF-6                  |
| 113                    | Hugh Carthy (GBR)            | 12.                    |
| 114                    | Simon Clarke (AUS)           | DNF-5                  |
| 115                    | Lawson Craddock (USA)        | 44.                    |
| 116                    | Alex Howes (USA)             | DNF-6                  |
| 117                    | Nathan Brown (USA)           | DNF-4                  |

| CCC Team CPT | CCC Team CPT               | CCC Team CPT |
| ------------ | -------------------------- | ------------ |
| Num          | Ciclista                   | Pos          |
| 121          | Patrick Bevin (NZL)        | DNF-3        |
| 122          | Amaro Antunes (POR)        | 73.          |
| 123          | Víctor de la Parte (ESP)   | 16.          |
| 124          | Alessandro De Marchi (ITA) | 29.          |
| 125          | Jonas Koch (GER)           | HD-6         |
| 126          | Serge Pauwels (BEL)        | DNF-5        |
| 127          | Riccardo Zoidl (AUT)       | 94.          |

| Dimension Data TDD | Dimension Data TDD               | Dimension Data TDD |
| ------------------ | -------------------------------- | ------------------ |
| Num                | Ciclista                         | Pos                |
| 131                | Benjamin King (USA)              | HD-6               |
| 132                | Steve Cummings (GBR)             | DNF-3              |
| 133                | Nicholas Dlamini (RSA)           | DNF-6              |
| 134                | Jacques Janse van Rensburg (RSA) | HD-6               |
| 135                | Amanuel Gebrezgabihier (ERI)     | 42.                |
| 136                | Tom Slagter (NED)                | 77.                |
| 137                | Danilo Wyss (SUI)                | 65.                |

| Groupama-FDJ GFC | Groupama-FDJ GFC             | Groupama-FDJ GFC |
| ---------------- | ---------------------------- | ---------------- |
| Num              | Ciclista                     | Pos              |
| 141              | Rudy Molard (FRA)            | 30.              |
| 142              | Bruno Armirail (FRA)         | 86.              |
| 143              | David Gaudu (FRA)            | 18.              |
| 144              | Valentin Madouas (FRA)       | 17.              |
| 145              | Anthony Roux (FRA) (estrada) | NP-2             |
| 146              | Romain Seigle (FRA)          | 56.              |
| 147              | Léo Vincent (FRA)            | 46.              |

| Team Sunweb SUN | Team Sunweb SUN      | Team Sunweb SUN |
| --------------- | -------------------- | --------------- |
| Num             | Ciclista             | Pos             |
| 151             | Nicolas Roche (IRL)  | DNF-4           |
| 152             | Chris Hamilton (AUS) | 52.             |
| 153             | Jai Hindley (AUS)    | 38.             |
| 154             | Marc Hirschi (SUI)   | 41.             |
| 155             | Sam Oomen (NED)      | NP-5            |
| 156             | Michael Storer (AUS) | 68.             |
| 157             | Florian Stork (GER)  | 82.             |

| Team Jumbo-Visma TJV | Team Jumbo-Visma TJV    | Team Jumbo-Visma TJV |
| -------------------- | ----------------------- | -------------------- |
| Num                  | Ciclista                | Pos                  |
| 161                  | George Bennett (NZL)    | 22.                  |
| 162                  | Sepp Kuss (USA)         | 95.                  |
| 163                  | Bert-Jan Lindeman (NED) | DNF-6                |
| 164                  | Tony Martin (GER)       | DNF-6                |
| 165                  | Daan Olivier (NED)      | DNF-4                |
| 166                  | Neilson Powless (USA)   | 79.                  |
| 167                  | Jonas Vingegaard (DEN)  | 32.                  |

| Trek-Segafredo TFS | Trek-Segafredo TFS   | Trek-Segafredo TFS |
| ------------------ | -------------------- | ------------------ |
| Num                | Ciclista             | Pos                |
| 171                | Bauke Mollema (NED)  | 21.                |
| 172                | Julien Bernard (FRA) | 93.                |
| 173                | Nicola Conci (ITA)   | 55.                |
| 174                | Fabio Felline (ITA)  | 75.                |
| 175                | Markel Irizar (ESP)  | HD-6               |
| 176                | Toms Skujiņš (LAT)   | 39.                |
| 177                | Peter Stetina (USA)  | 51.                |

| Cofidis, Solutions Crédits COF | Cofidis, Solutions Crédits COF | Cofidis, Solutions Crédits COF |
| ------------------------------ | ------------------------------ | ------------------------------ |
| Num                            | Ciclista                       | Pos                            |
| 181                            | Jesús Herrada (ESP)            | 66.                            |
| 182                            | Darwin Atapuma (COL)           | HD-6                           |
| 183                            | Loic Chetout (FRA)             | HD-6                           |
| 184                            | Nicolas Edet (FRA)             | HD-6                           |
| 185                            | Jesper Hansen (DEN)            | HD-6                           |
| 186                            | Luis Ángel Maté (ESP)          | 50.                            |
| 187                            | Anthony Perez (FRA)            | 33.                            |

| Euskadi Basque Country-Murias EUS | Euskadi Basque Country-Murias EUS  | Euskadi Basque Country-Murias EUS |
| --------------------------------- | ---------------------------------- | --------------------------------- |
| Num                               | Ciclista                           | Pos                               |
| 191                               | Mikel Bizkarra (ESP)               | 25.                               |
| 192                               | Sergio Samitier (ESP)              | 80.                               |
| 193                               | Enrique Sanz (ESP)                 | DNF-5                             |
| 194                               | Mikel Iturria (ESP)                | 78.                               |
| 195                               | Fernando Barceló (ESP)             | HD-6                              |
| 196                               | Garikoitz Bravo (ESP)              | 87.                               |
| 197                               | Óscar Rodríguez Garaicoechea (ESP) | 45.                               |

| Caja Rural-Seguros RGA CJR | Caja Rural-Seguros RGA CJR | Caja Rural-Seguros RGA CJR |
| -------------------------- | -------------------------- | -------------------------- |
| Num                        | Ciclista                   | Pos                        |
| 201                        | Cristián Rodríguez (ESP)   | 92.                        |
| 202                        | Julen Amézqueta (ESP)      | 62.                        |
| 203                        | Jon Aberasturi (ESP)       | DNF-4                      |
| 204                        | Jon Irisarri (ESP)         | DNF-4                      |
| 205                        | Jonathan Lastra (ESP)      | 31.                        |
| 206                        | David González López (ESP) | 88.                        |
| 207                        | Alex Aranburu (ESP)        | 71.                        |

| Manzana Postobón MZN | Manzana Postobón MZN       | Manzana Postobón MZN |
| -------------------- | -------------------------- | -------------------- |
| Num                  | Ciclista                   | Pos                  |
| 211                  | Aldemar Reyes Ortega (COL) | 35.                  |
| 212                  | Nicolás Sáenz (COL)        | DNF-5                |
| 213                  | Jhojan García (COL)        | 85.                  |
| 214                  | Daniel Jaramillo (COL)     | DNF-4                |
| 215                  | Bernardo Suaza (COL)       | DNF-5                |
| 216                  | Yecid Sierra (COL)         | 90.                  |
| 217                  | Carlos Quintero (COL)      | 26.                  |

| Burgos-BH BBH | Burgos-BH BBH         | Burgos-BH BBH |
| ------------- | --------------------- | ------------- |
| Num           | Ciclista              | Pos           |
| 221           | Ángel Madrazo (ESP)   | DNF-3         |
| 222           | Jetse Bol (NED)       | HD-6          |
| 223           | José Fernandes (POR)  | DNF-3         |
| 224           | Nicolas Sessler (BRA) | 96.           |
| 225           | Jesús Ezquerra (ESP)  | HD-6          |
| 226           | Diego Rubio (ESP)     | DNF-5         |
| 227           | Ricardo Vilela (POR)  | DNF-4         |

Convenções:
- AB-N: Abandono na etapa N
- FLT-N: Retiro por chegada fora do limite de tempo na etapa N
- NTS-N: Não tomou a saída para a etapa N
- DES-N: Desclassificado ou expulsado na etapa N

## UCI World Ranking
A Volta ao País Basco outorgou pontos para o UCI World Ranking para corredores das equipas nas categorias UCI WorldTeam, Profissional Continental e Equipas Continentais. As seguintes tabelas são o barómetro de pontuação e os 10 corredores que obtiveram mais pontos:
| Posição             | 1.º | 2.º | 3.º | 4.º | 5.º | 6.º | 7.º | 8.º | 9.º | 10.º | 11.º | 12.º | 13.º | 14.º | 15.º | 16.º-20.º | 21.º-30.º | 31.º-50.º | 51.º-55.º | 56.º-60.º |
| Classificação geral | 400 | 320 | 260 | 220 | 180 | 140 | 120 | 100 | 80  | 68   | 56   | 48   | 40   | 32   | 28   | 24        | 16        | 8         | 4         | 2         |
| Por etapa           | 50  | 20  | 8   |     |     |     |     |     |     |      |      |      |      |      |      |           |           |           |           |           |
| Líder               | 8   |     |     |     |     |     |     |     |     |      |      |      |      |      |      |           |           |           |           |           |

| Classificação |                       |                  |       |       |       |       |
| Ciclista      | Ciclista              | Equipa           | Geral | Etapa | Líder | Total |
| ------------- | --------------------- | ---------------- | ----- | ----- | ----- | ----- |
| 1.º           | Ion Izagirre          | Astana           | 400   | 20    | -     | 420   |
| 2.º           | Daniel Martin         | UAE Emirates     | 320   | 20    | -     | 340   |
| 3.º           | Emanuel Buchmann      | Bora-Hansgrohe   | 260   | 50    | 8     | 318   |
| 4.º           | Maximilian Schachmann | Bora-Hansgrohe   | 68    | 150   | 32    | 250   |
| 5.º           | Adam Yates            | Mitchelton-Scott | 180   | 58    | -     | 238   |
| 6.º           | Jakob Fuglsang        | Astana           | 220   | 16    | -     | 236   |
| 7.º           | Tadej Pogačar         | UAE Emirates     | 140   | 20    | -     | 160   |
| 8.º           | Mikel Landa           | Movistar         | 120   | -     | -     | 120   |
| 9.º           | Mikel Nieve           | Mitchelton-Scott | 100   | -     | -     | 100   |
| 10.º          | Patrick Konrad        | Bora-Hansgrohe   | 80    | -     | -     | 80    |